# Droga wojewódzka 392
Die Droga wojewódzka 392 (DW 392) ist eine 42 Kilometer lange Droga wojewódzka (Woiwodschaftsstraße) in der polnischen Woiwodschaft Niederschlesien, die Żelazno mit Bystrzyca Kłodzka verbindet. Die Strecke liegt im Powiat Kłodzki.

## Streckenverlauf
Woiwodschaft Niederschlesien, Powiat Kłodzki
-  Żelazno (Eisersdorf) (DK 33)
- Ołdrzychowice Kłodzkie (Ullersdorf)
- Trzebieszowice (Kunzendorf an der Biele)
- Radochów (Reyersdorf)
-  Lądek-Zdrój (Bad Landeck) (DW 390)
- Stójków (Olbersdorf)
- Strachocin (Schreckendorf)
- Stronie Śląskie (Seitenberg)
- Sienna (Heudorf)
- Biała Woda (Weißwasser)
- Idzików (Kieslingswalde)
- Pławnica (Plomnitz)
-  Bystrzyca Kłodzka (Habelschwerdt) (DK 33, DW 388)